# Gran Premio Montelupo 1977
Il Gran Premio Montelupo 1977, tredicesima edizione della corsa, si svolse il 23 luglio 1977 su un percorso di 204 km. La vittoria fu appannaggio dell'italiano Giovanni Battaglin, che completò il percorso in 5h05'00", precedendo i connazionali Giuseppe Saronni e Pierino Gavazzi.
Sul traguardo di Montelupo Fiorentino 54 ciclisti, su 111 partiti dalla medesima località, portarono a termine la competizione. 

## Ordine d'arrivo (Top 10)
| Pos. | Corridore          | Squadra              | Tempo    |
| ---- | ------------------ | -------------------- | -------- |
| 1    | Giovanni Battaglin | Jollj Ceramica       | 5h05'00" |
| 2    | Giuseppe Saronni   | Scic                 | a 2'15"  |
| 3    | Pierino Gavazzi    | Jollj Ceramica       | s.t.     |
| 4    | Luciano Borgognoni | Vibor                | s.t.     |
| 5    | Francesco Moser    | Sanson               | s.t.     |
| 6    | Enrico Paolini     | Scic                 | s.t.     |
| 7    | Wilmo Francioni    | Magniflex-Torpado    | s.t.     |
| 8    | Bruno Wolfer       | Zonca-Santini        | s.t.     |
| 9    | Andrea Checchi     | Fiorella Mocassini   | s.t.     |
| 10   | Dorino Vanzo       | G.B.C.-Itla TV-Color | s.t.     |